# Oxalis frutescens
Oxalis frutescens är en harsyreväxtart som beskrevs av Carl von Linné. Oxalis frutescens ingår i släktet oxalisar, och familjen harsyreväxter.

## Underarter
Arten delas in i följande underarter:
- O. f. angustifolia
- O. f. borjensis
- O. f. frutescens